# 1718
Il 1718 (MDCCXVIII in numeri romani) è un anno  del XVIII secolo.

## Eventi
- Invasione svedese della Norvegia.
- Abraham de Moivre pubblica Doctrine des chances, dove introduce la variabile casuale poissoniana ante litteram.
- Edita a Roma l'opera di Giacomo Maria Airoli Dissertatio chronologica de anno, mense, et die mortis Domini Nostri Jesus Christi.
- 21 luglio – Pace di Passarowitz: Si conclude il conflitto scoppiato nel 1714 tra l'Impero ottomano e la Repubblica di Venezia, al cui fianco era intervenuta nell'aprile 1716 anche l'Austria.
- 11 agosto – Battaglia di Capo Passero: La flotta inglese agli ordini dell'ammiraglio sir George Byng, 1° visconte di Torrington, sconfigge quella spagnola guidata dal viceammiraglio Don Antonio de Gaztaneta e del contrammiraglio Don Fernando Chacon.
- 15 ottobre – Battaglia di Milazzo: La flotta spagnola respinge l'attacco navale austriaco.

## Nati

### Gennaio
- 2 gennaio - Francesco Martinez, architetto italiano († 1777)
- 5 gennaio - Pasquale Bruscolini, sopranista italiano († 1782)
- 6 gennaio - Giuseppe Camerata, pittore, incisore e miniaturista italiano († 1793)
- 7 gennaio - Israel Putnam, generale statunitense († 1790)
- 20 gennaio - Élie Fréron, giornalista e critico letterario francese († 1776)
- 31 gennaio - Domenico Schiavi, architetto italiano († 1795)

### Febbraio
- 8 febbraio - Joseph-Marie Amiot, missionario francese († 1793)
- 13 febbraio - Charles Michel-Ange Challe, pittore, disegnatore e architetto francese († 1778)
- 18 febbraio - Søren Abildgaard, pittore danese († 1791)
- 18 febbraio - Maria Carlotta Antonia di Schleswig-Holstein-Sonderburg-Wiesenburg, nobildonna tedesca († 1765)

### Marzo
- 3 marzo - Giuseppe Maria Sisto y Britto, vescovo cattolico italiano († 1796)
- 6 marzo - Guglielmo Enrico di Nassau-Saarbrücken, principe († 1768)
- 17 marzo - Joseph Adam von Mölk, pittore austriaco († 1794)
- 21 marzo - Friedrich August Krubsacius, architetto tedesco († 1789)
- 24 marzo - Jean-Barthélemy Lany, ballerino e coreografo francese († 1786)
- 25 marzo - Adriano Cristofali, architetto e ingegnere italiano († 1788)
- 26 marzo - Georg Friedrich Meier, filosofo e teologo tedesco († 1777)
- 31 marzo - Marianna Vittoria di Borbone-Spagna,  spagnola († 1781)

### Aprile
- 7 aprile - Hugh Blair, teologo scozzese († 1800)
- 14 aprile - Emanuele Barbella, compositore e violinista italiano († 1777)
- 17 aprile - Adam František Kollár, storico, etnologo e bibliotecario slovacco († 1783)
- 22 aprile - Salvatore D'Aula, presbitero, letterato e filologo italiano († 1782)
- 26 aprile - Esek Hopkins, ammiraglio statunitense († 1802)
- 28 aprile - John Waldegrave, III conte Waldegrave, politico e generale inglese († 1784)

### Maggio
- 4 maggio - Jean-Philippe Loys de Chéseaux, astronomo svizzero († 1751)
- 14 maggio - Mario Gioffredo, architetto, ingegnere e incisore italiano († 1785)
- 16 maggio - Maria Gaetana Agnesi, matematica, filosofa e teologa italiana († 1799)
- 21 maggio - Anton Maria Garbi, pittore italiano († 1797)
- 23 maggio - William Hunter, anatomista scozzese († 1783)
- 24 maggio - Giovanni Antonio Farina, profumiere italiano († 1787)
- 30 maggio - Wills Hill, I marchese del Downshire, politico britannico († 1793)
- 30 maggio - Jacob Christian Schäffer, botanico, micologo e zoologo tedesco († 1790)

### Giugno
- 1º giugno - Eusebio da Veiga, gesuita, matematico e astronomo portoghese († 1798)
- 5 giugno - Thomas Chippendale, ebanista e designer inglese († 1779)
- 7 giugno - Marie-Catherine de Béthisy de Mézières, religiosa francese († 1794)
- 23 giugno - Emmanuel de Croÿ-Solre, generale francese († 1784)
- 23 giugno - Giacinto Sigismondo Gerdil, cardinale e vescovo cattolico italiano († 1802)

### Luglio
- 5 luglio - Francis Seymour-Conway, I marchese di Hertford, nobile e politico britannico († 1794)
- 15 luglio - Alexander Roslin, pittore svedese († 1793)
- 18 luglio - Saverio Bettinelli, gesuita, scrittore e critico letterario italiano († 1808)
- 21 luglio - Baldassarre Lombardi, letterato, critico letterario e religioso italiano († 1802)
- 24 luglio - Giovanni Giuseppe Origlia Paolino, giurista, storico e filosofo italiano († 1785)
- 31 luglio - John Canton, fisico britannico († 1772)

### Agosto
- 2 agosto - Pedro Pablo Abarca de Bolea y Ximénez de Urrea, politico e generale spagnolo († 1798)
- 5 agosto - Tommaso Maria Ghilini, cardinale e arcivescovo cattolico italiano († 1787)
- 15 agosto - Carlo Giuseppe di Firmian, nobile e politico austriaco († 1782)
- 16 agosto - Jakob Emanuel Handmann, pittore svizzero († 1781)
- 17 agosto - Francis Willis, medico e presbitero britannico († 1807)
- 28 agosto - Claude-Henri Watelet, incisore, saggista e enciclopedista francese († 1786)

### Settembre
- 1º settembre - Antoine Chézy, ingegnere e fisico francese († 1798)
- 8 settembre - Joseph Coulon de Villiers, militare francese († 1754)
- 15 settembre - François-Thomas-Marie de Baculard d'Arnaud, scrittore, poeta e drammaturgo francese († 1805)
- 18 settembre - Maria Anna d'Asburgo, nobile austriaca († 1744)
- 23 settembre - Joseph Philipp Franz von Spaur, vescovo cattolico austriaco († 1791)
- 24 settembre - Christian Georg Schütz, pittore e disegnatore tedesco († 1791)
- 25 settembre - Luigi Ernesto di Brunswick-Lüneburg († 1788)
- 25 settembre - Nicola Conforto, compositore italiano († 1793)
- 25 settembre - Martin Johann Schmidt, pittore austriaco († 1801)

### Ottobre
- 2 ottobre - Elizabeth Montagu, letterata e mecenate inglese († 1800)
- 4 ottobre - Giuseppe Angelo Maria Carron di San Tommaso, militare e politico italiano († 1796)
- 4 ottobre - Giovanni Maria Riminaldi, cardinale italiano († 1789)
- 6 ottobre - Durante Duranti, poeta italiano († 1780)
- 14 ottobre - Vito D'Anna, pittore italiano († 1769)
- 19 ottobre - Victor-François de Broglie, nobile e generale francese († 1804)

### Novembre
- 3 novembre - Pasquale Acquaviva d'Aragona, cardinale italiano († 1788)
- 3 novembre - D'Hannetaire, attore teatrale e regista teatrale francese († 1780)
- 7 novembre - Giovanni Carsana, arcivescovo cattolico dalmata († 1800)
- 8 novembre - Joseph Alois Schmittbaur, compositore tedesco († 1809)
- 13 novembre - John Montagu, IV conte di Sandwich, nobile, militare e ammiraglio britannico († 1792)
- 18 novembre - Pierre-Jean Grosley, storico e scrittore francese († 1785)
- 21 novembre - Friedrich Wilhelm Marpurg, critico musicale, compositore e teorico della musica tedesco († 1795)
- 23 novembre - Antoine Darquier de Pellepoix, astronomo francese († 1802)
- 24 novembre - Asif ad-Dawlah Mir Ali Salabat Jang, principe indiano († 1763)
- 24 novembre - Lorenzo Gibelli, compositore italiano († 1812)
- 28 novembre - Hedvig Charlotta Nordenflycht, poetessa svedese († 1763)

### Dicembre
- 2 dicembre - Giovanni Fantuzzi, storico, biografo e bibliografo italiano († 1799)
- 3 dicembre - Webb Seymour, X duca di Somerset, nobile britannico († 1793)
- 3 dicembre - Paolo Saverio di Zinno, scultore italiano († 1781)
- 18 dicembre - Anna Leopol'dovna Romanova, sovrana russa († 1746)
- 28 dicembre - James FitzJames, III duca di Berwick, nobiluomo spagnolo († 1785)
- 30 dicembre - Luisa di Lorena, nobildonna francese († 1788)
- 31 dicembre - Nicolas-Sylvestre Bergier, presbitero, teologo e scrittore francese († 1790)

### Senza giorno specificato
- Tun Abdul Majid di Pahang, sovrano malese († 1802)
- Christianus Carolus Henricus van der Aa, pastore protestante e teologo olandese († 1793)
- Maria Maddalena Baldacci, pittrice italiana († 1782)
- Giambattista Brustolon, incisore italiano († 1796)
- Agostino Carlini, scultore e pittore italiano († 1790)
- Jacopo Cestaro, pittore italiano († 1785)
- Diomiro Cignaroli, scultore italiano († 1803)
- Girolamo Dal Pozzo, architetto italiano († 1800)
- Christian Friedrich Exner, architetto tedesco († 1798)
- Jakob Gujer, agricoltore svizzero († 1785)
- István Hatvani, matematico ungherese († 1786)
- Giorgio IX d'Imerezia, re († 1778)
- Karai Senryū, poeta giapponese († 1790)
- Thomas Kitchin, cartografo, editore e incisore inglese († 1784)
- Philibert-Benoît de La Rue, pittore e incisore francese († 1780)
- Robert Livingston, avvocato e politico statunitense († 1775)
- Pierre-Joseph Macquer, chimico francese († 1784)
- Francesco Majani, attore teatrale italiano († 1778)
- Nano Nagle, religiosa irlandese († 1784)
- Nikita Ivanovič Panin, politico e diplomatico russo († 1783)
- Christian Pedersen Horrebow, astronomo danese († 1776)
- Johann Friedrich von Pfeiffer, economista tedesco († 1787)
- John Roebuck, inventore, chimico e medico inglese († 1794)
- Pietro Scalvini, pittore e decoratore italiano († 1792)
- John Vardy, architetto inglese († 1765)
- Lawrence Washington, militare e politico statunitense († 1752)
- Mary Wortley-Montagu, nobile britannica († 1794)
- Juan José de Vértiz y Salcedo, politico spagnolo († 1798)

## Morti

### Gennaio
- 5 gennaio - Michelangelo Fardella, matematico e filosofo italiano (n. 1650)
- 6 gennaio - Gian Vincenzo Gravina, letterato e giurista italiano (n. 1664)
- 17 gennaio - Giacomo Caracciolo, arcivescovo cattolico, diplomatico e funzionario italiano (n. 1675)
- 17 gennaio - Benjamin Church, militare statunitense (n. 1639)
- 29 gennaio - Diacinto Cestoni, naturalista italiano (n. 1637)

### Febbraio
- 1º febbraio - Charles Talbot, I duca di Shrewsbury, politico e diplomatico inglese (n. 1660)
- 4 febbraio - Giuseppe Maria Mitelli, incisore italiano (n. 1634)
- 5 febbraio - Elizabeth Percy, nobile inglese (n. 1636)
- 5 febbraio - Hadrian Reland, filologo e cartografo olandese (n. 1676)
- 14 febbraio - Vittorio Amedeo di Anhalt-Bernburg, principe tedesco (n. 1634)
- 14 febbraio - Guglielmo Enrico di Nassau-Usingen, nobile tedesco (n. 1684)
- 17 febbraio - Charlotte Lee, contessa di Lichfield, nobile inglese (n. 1664)
- 24 febbraio - Wu Li, pittore, poeta e calligrafo cinese (n. 1632)
- 27 febbraio - Václav Karel Holan Rovenský, compositore e organista ceco (n. 1644)

### Marzo
- 3 marzo - Jean d'Estrées, presbitero, politico e diplomatico francese (n. 1666)
- 9 marzo - Marko Gerbec, medico e scienziato sloveno (n. 1658)
- 11 marzo - Guy-Crescent Fagon, medico e botanico francese (n. 1638)
- 16 marzo - Carlo Palma, vescovo cattolico italiano (n. 1643)

### Aprile
- 3 aprile - Jacques Ozanam, matematico francese (n. 1640)
- 11 aprile - Maria Anna di Borbone-Condé, nobile francese (n. 1678)
- 15 aprile - Daniël van Dopff, generale olandese (n. 1650)
- 15 aprile - Antonio Grano, pittore e architetto italiano
- 18 aprile - Michael Wening, incisore tedesco (n. 1645)
- 21 aprile - Philippe de La Hire, matematico, astronomo e architetto francese (n. 1640)
- 21 aprile - Bandino Panciatichi, cardinale italiano (n. 1629)
- 26 aprile - Maria Eleonore von Hatzfeld-Wildenburg, nobile tedesca (n. 1680)

### Maggio
- 2 maggio - Venanzio Simi, vescovo cattolico e storico italiano (n. 1641)
- 7 maggio - Maria Beatrice d'Este, regina (n. 1658)
- 22 maggio - Gaspard Abeille, poeta, drammaturgo e abate francese (n. 1648)
- 29 maggio - Giuseppe Avanzi, pittore italiano (n. 1645)
- 30 maggio - Arnold Joost van Keppel, I conte di Albemarle, ufficiale olandese (n. 1670)

### Giugno
- 13 giugno - Luigi di Lorena, nobile francese (n. 1641)
- 15 giugno - Giovanni XVI di Alessandria, vescovo cristiano orientale egiziano
- 17 giugno - Margherita Maria Farnese, nobile italiana (n. 1664)
- 18 giugno - Jacopo Pilarino, medico e diplomatico greco (n. 1659)
- 24 giugno - Luigi Federico I di Schwarzburg-Rudolstadt, principe (n. 1667)

### Luglio
- 2 luglio - Luca Pertusati, I conte di Castelferro, nobile e politico italiano (n. 1637)
- 7 luglio - Aleksej Petrovič Romanov, nobile russo (n. 1690)
- 18 luglio - Federico Adolfo di Lippe-Detmold, conte (n. 1667)
- 28 luglio - Étienne Baluze, storico francese (n. 1630)
- 29 luglio - Giuseppe Fernandez de Medrano, nobile, giurista e magistrato italiano (n. 1651)
- 30 luglio - William Penn, politico e teologo britannico (n. 1644)

### Agosto
- 13 agosto - Alessandro Arrigoni, vescovo cattolico italiano (n. 1674)
- 25 agosto - Juan Francisco Pacheco, nobile spagnolo (n. 1649)

### Settembre
- 2 settembre - Nicolas Guisnée, matematico francese
- 9 settembre - Diego Ladrón de Guevara, vescovo cattolico spagnolo (n. 1641)
- 11 settembre - Domenico Martinelli, architetto italiano (n. 1650)
- 19 settembre - Henry Howard, VI conte di Suffolk, nobile e politico inglese (n. 1670)
- 21 settembre - Andrea Pisani, ammiraglio italiano (n. 1662)

### Ottobre
- 9 ottobre - Richard Cumberland, filosofo, scrittore e teologo inglese (n. 1631)
- 19 ottobre - Alfonso Enrico di Lorena, nobile francese (n. 1648)
- 24 ottobre - Thomas Parnell, poeta irlandese (n. 1679)

### Novembre
- 3 novembre - Carlo Guglielmo di Anhalt-Zerbst, principe (n. 1652)
- 5 novembre - Hieronymus Ambrosius Langenmantel, presbitero tedesco (n. 1641)
- 7 novembre - Carlo Bichi, cardinale italiano (n. 1638)
- 15 novembre - Maurizio Guglielmo di Sassonia-Zeitz, nobile tedesco (n. 1664)
- 22 novembre - Barbanera, pirata inglese
- 26 novembre - Bernardo Sabadini, compositore e organista italiano
- 30 novembre - Carlo XII di Svezia, sovrano (n. 1682)

### Dicembre
- 6 dicembre - Nicholas Rowe, poeta e drammaturgo inglese (n. 1674)
- 9 dicembre - Vincenzo Maria Coronelli, geografo, cartografo e cosmografo italiano (n. 1650)
- 9 dicembre - Tommaso Nardini, pittore italiano (n. 1658)
- 10 dicembre - Stede Bonnet, pirata inglese (n. 1688)
- 25 dicembre - Franz Arnold von Wolff-Metternich zur Gracht, vescovo cattolico tedesco (n. 1658)
- 26 dicembre - Massimiliano Carlo di Löwenstein-Wertheim-Rochefort, militare austriaco (n. 1656)
- 28 dicembre - Jan Brokoff, scultore boemo (n. 1652)

### Senza giorno specificato
- Sultan bin Sayf II, sovrano omanita
- Alessandro Tommaso Arcudi, scrittore e letterato italiano (n. 1655)
- Giuseppe Cantone, scultore e architetto italiano
- Francesco Corbarelli, scultore italiano
- Ephraim Gerhard, giurista e storico della filosofia tedesco (n. 1682)
- Jan Griffier I, pittore e incisore olandese
- Nikolaes Heinsius il Giovane, medico e scrittore olandese (n. 1656)
- Kǒng Shàngrèn, poeta, storico e drammaturgo cinese (n. 1648)
- Pietro Antonio Lavazza, liutaio italiano
- Giovanni Antonio Matera, scultore italiano (n. 1653)
- James Petiver, botanico, farmacista e entomologo britannico (n. 1663)
- Giulio Taglietti, compositore e violinista italiano
- Domenico Tempesti, incisore e pittore italiano (n. 1652)
- Josep Galceran II de Pinós-Santcliment, politico spagnolo (n. 1665)
- Devlet II Giray (n. 1648)

## Calendario
| Calendario 1718 | Calendario 1718 | Calendario 1718 | Calendario 1718 | Calendario 1718 | Calendario 1718 | Calendario 1718 | Calendario 1718 | Calendario 1718 | Calendario 1718 | Calendario 1718 | Calendario 1718 | Calendario 1718 | Calendario 1718 | Calendario 1718 | Calendario 1718 | Calendario 1718 | Calendario 1718 | Calendario 1718 | Calendario 1718 | Calendario 1718 | Calendario 1718 | Calendario 1718 | Calendario 1718 | Calendario 1718 | Calendario 1718 | Calendario 1718 | Calendario 1718 | Calendario 1718 | Calendario 1718 | Calendario 1718 | Calendario 1718 | Calendario 1718 |
| --------------- | --------------- | --------------- | --------------- | --------------- | --------------- | --------------- | --------------- | --------------- | --------------- | --------------- | --------------- | --------------- | --------------- | --------------- | --------------- | --------------- | --------------- | --------------- | --------------- | --------------- | --------------- | --------------- | --------------- | --------------- | --------------- | --------------- | --------------- | --------------- | --------------- | --------------- | --------------- | --------------- |
|                 | 1               | 2               | 3               | 4               | 5               | 6               | 7               | 8               | 9               | 10              | 11              | 12              | 13              | 14              | 15              | 16              | 17              | 18              | 19              | 20              | 21              | 22              | 23              | 24              | 25              | 26              | 27              | 28              | 29              | 30              | 31              |                 |
| Gennaio         | Sa              | Do              | Lu              | Ma              | Me              | Gi              | Ve              | Sa              | Do              | Lu              | Ma              | Me              | Gi              | Ve              | Sa              | Do              | Lu              | Ma              | Me              | Gi              | Ve              | Sa              | Do              | Lu              | Ma              | Me              | Gi              | Ve              | Sa              | Do              | Lu              |                 |
| Febbraio        | Ma              | Me              | Gi              | Ve              | Sa              | Do              | Lu              | Ma              | Me              | Gi              | Ve              | Sa              | Do              | Lu              | Ma              | Me              | Gi              | Ve              | Sa              | Do              | Lu              | Ma              | Me              | Gi              | Ve              | Sa              | Do              | Lu              |                 |                 |                 |                 |
| Marzo           | Ma              | Me              | Gi              | Ve              | Sa              | Do              | Lu              | Ma              | Me              | Gi              | Ve              | Sa              | Do              | Lu              | Ma              | Me              | Gi              | Ve              | Sa              | Do              | Lu              | Ma              | Me              | Gi              | Ve              | Sa              | Do              | Lu              | Ma              | Me              | Gi              |                 |
| Aprile          | Ve              | Sa              | Do              | Lu              | Ma              | Me              | Gi              | Ve              | Sa              | Do              | Lu              | Ma              | Me              | Gi              | Ve              | Sa              | Do              | Lu              | Ma              | Me              | Gi              | Ve              | Sa              | Do              | Lu              | Ma              | Me              | Gi              | Ve              | Sa              |                 |                 |
| Maggio          | Do              | Lu              | Ma              | Me              | Gi              | Ve              | Sa              | Do              | Lu              | Ma              | Me              | Gi              | Ve              | Sa              | Do              | Lu              | Ma              | Me              | Gi              | Ve              | Sa              | Do              | Lu              | Ma              | Me              | Gi              | Ve              | Sa              | Do              | Lu              | Ma              |                 |
| Giugno          | Me              | Gi              | Ve              | Sa              | Do              | Lu              | Ma              | Me              | Gi              | Ve              | Sa              | Do              | Lu              | Ma              | Me              | Gi              | Ve              | Sa              | Do              | Lu              | Ma              | Me              | Gi              | Ve              | Sa              | Do              | Lu              | Ma              | Me              | Gi              |                 |                 |
| Luglio          | Ve              | Sa              | Do              | Lu              | Ma              | Me              | Gi              | Ve              | Sa              | Do              | Lu              | Ma              | Me              | Gi              | Ve              | Sa              | Do              | Lu              | Ma              | Me              | Gi              | Ve              | Sa              | Do              | Lu              | Ma              | Me              | Gi              | Ve              | Sa              | Do              |                 |
| Agosto          | Lu              | Ma              | Me              | Gi              | Ve              | Sa              | Do              | Lu              | Ma              | Me              | Gi              | Ve              | Sa              | Do              | Lu              | Ma              | Me              | Gi              | Ve              | Sa              | Do              | Lu              | Ma              | Me              | Gi              | Ve              | Sa              | Do              | Lu              | Ma              | Me              |                 |
| Settembre       | Gi              | Ve              | Sa              | Do              | Lu              | Ma              | Me              | Gi              | Ve              | Sa              | Do              | Lu              | Ma              | Me              | Gi              | Ve              | Sa              | Do              | Lu              | Ma              | Me              | Gi              | Ve              | Sa              | Do              | Lu              | Ma              | Me              | Gi              | Ve              |                 |                 |
| Ottobre         | Sa              | Do              | Lu              | Ma              | Me              | Gi              | Ve              | Sa              | Do              | Lu              | Ma              | Me              | Gi              | Ve              | Sa              | Do              | Lu              | Ma              | Me              | Gi              | Ve              | Sa              | Do              | Lu              | Ma              | Me              | Gi              | Ve              | Sa              | Do              | Lu              |                 |
| Novembre        | Ma              | Me              | Gi              | Ve              | Sa              | Do              | Lu              | Ma              | Me              | Gi              | Ve              | Sa              | Do              | Lu              | Ma              | Me              | Gi              | Ve              | Sa              | Do              | Lu              | Ma              | Me              | Gi              | Ve              | Sa              | Do              | Lu              | Ma              | Me              |                 |                 |
| Dicembre        | Gi              | Ve              | Sa              | Do              | Lu              | Ma              | Me              | Gi              | Ve              | Sa              | Do              | Lu              | Ma              | Me              | Gi              | Ve              | Sa              | Do              | Lu              | Ma              | Me              | Gi              | Ve              | Sa              | Do              | Lu              | Ma              | Me              | Gi              | Ve              | Sa              |                 |